# (2979) Murmansk
(2979) Murmansk es un asteroide perteneciente al cinturón de asteroides, descubierto el 2 de octubre de 1978 por la astrónoma ucraniana Liudmila Zhuravliova desde el Observatorio Astrofísico de Crimea (República de Crimea).

## Designación y nombre
Designado provisionalmente como 1978 TB7. Fue nombrado Murmansk en homenaje a Múrmansk ciudad portuaria rusa.

## Literatura
- Мурманск, малая планета Archivado el 3 de agosto de 2016 en Wayback Machine. // Кольская энциклопедия. В 5-и т. Т. 3. Л — О / Гл. ред. В. П. Петров. — Мурманск : РУСМА (ИП Глухов А. Б.), 2013. — 477 с. : ил., портр.

- Datos: Q260907
- Multimedia: 2979 Murmansk / Q260907